# En fattig trubadur
En fattig trubadur är ett postumt utgivet album av Cornelis Vreeswijk från 2000.
1978 gav Cornelis Vreeswijk ut dubbel-LP:n Felicias svenska suite i Norge, skivan är ett konceptalbum som bygger på romanfiguren Felicia i Axel Sandemoses roman Varulven från 1958. Däremot ville inget svenskt skivbolag ge ut skivan då; men man förstod att låten Turistens klagan hade stor hitpotenial, så skivbolaget Sonet köpte rättigheten att ge ut halva Felicias svenska suite i Sverige. Den släpptes som LP:n Turistens klagan 1981. Först år 2000 släpptes den andra halvan av Felicias svenska suite på cd-skivan En fattig trubadur, som även innehåller några singelspår.

## Låtlista
Alla sångerna är skrivna av Cornelis Vreeswijk om inte annat anges.
1. En fattig trubadur (Arne Pärson/Alvar Kraft) – 3:33
2. Mjällvisa från Altea – 2:38
3. Nancy (Leonard Cohen/Cornelis Vreeswijk) – 3:22
4. I mina kvarter (Kim Larsen/Mogens Mogensen/Peter R. Ericson) – 2:56
5. Sommarkort (En stund på jorden) (Peter R. Ericson) – 3:40
6. En duva till Felicia – 1:54
7. Felicias sonett – 3:39
8. Hon säger – 0:58
9. Varulven – 1:46
10. Klagovisa till Felicia – 3:16
11. Vari Felicia beklagar sig – 3:57
12. Gideon till Platus – 3:12
13. Ballad om olika segelytor – 2:37
14. Rörande min harpa – 2:36
15. Vid råken – 2:28

## Låtarnas ursprung
- Låt 1–2 från Cornelis Vreeswijk singel 1971.
- Låt 3 från Cornelis Vreeswijk singel 1972.
- Låt 4–5 från LP:n Eldorado. Äventyret fortsätter... (SR 1987).
- Låt 6–15 från Felicias svenska suite (1978)